# Baccarat (hazardní hra)

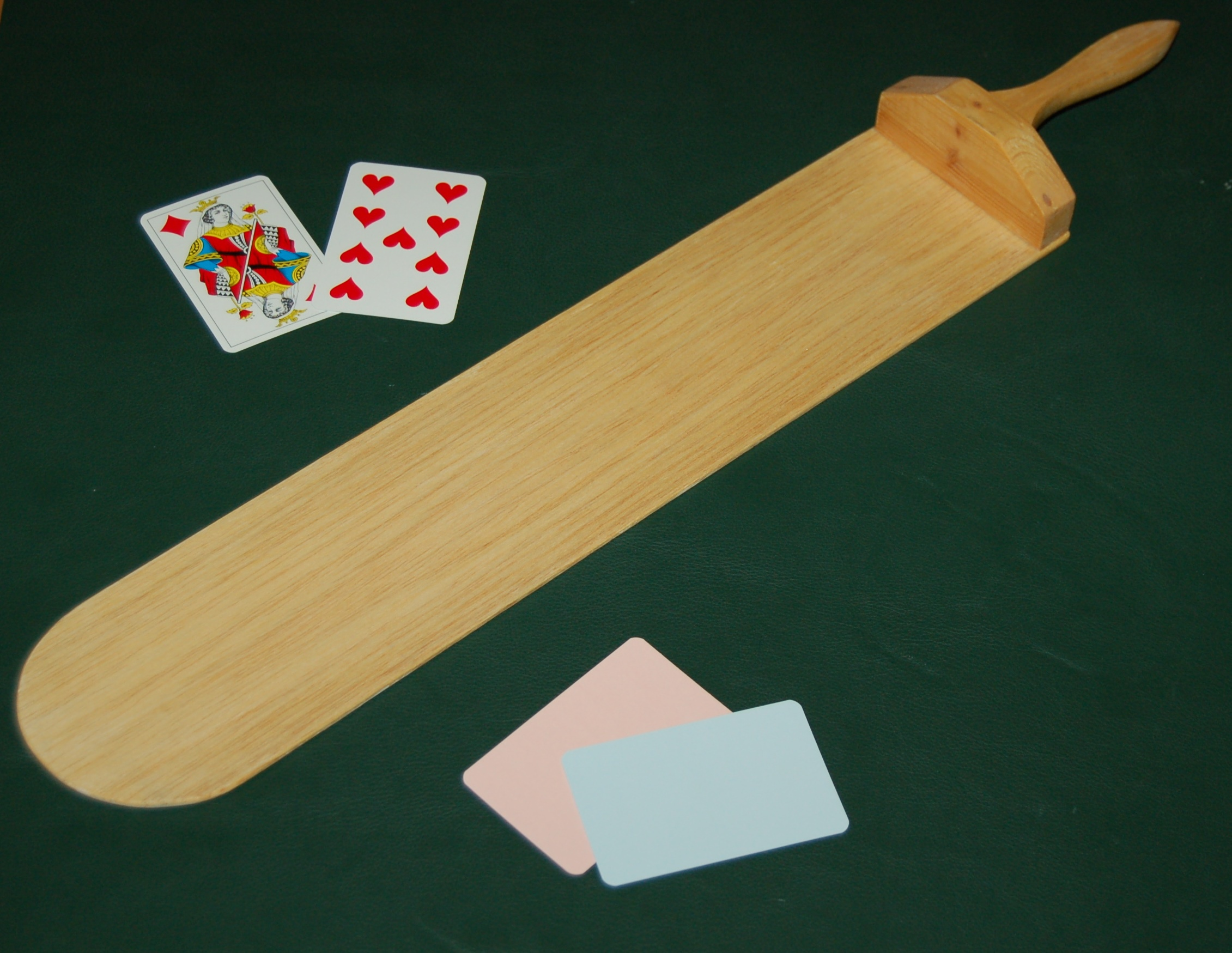
Hra Baccaratu

Baccarat, též Baccara je karetní hazardní hra. V Evropě je známa již od konce 15. století, kdy se za vlády Karla VIII. dostala z Itálie do Francie. Do Nevady přišla již v moderní podobě a upravena pro americký styl. V dnešní době existuje ve třech podobách. Punto Banco, Chemin de Fer a Baccarat Banque (nebo také deux tableaux). Jedná se o hru s velmi malou výhodou kasina (House Edge).

## Základní pravidla
Ve všech verzích této hry se proti sobě staví hráč a bankéř. Cílem je se co nejvíce přiblížit hodnotě 9 a tím přehrát soupeře. Oba obdrží dvě karty. Nyní se podle typu hry pokračuje. V Punto Banco jsou přesně daná pravidla pro každou situaci, což z ní dělá hru čistě náhody. Naopak u Chemin de Fer a Baccarat Banque je v přesně určených situacích možnost volby pro tah třetí karty.
Další odlišnosti jsou v souvislosti s pozicí bankéře, který zakládá bank a pokrývá sázky ostatních účastníků hry. V Punto Banco drží bank většinou kasino a jeden z hráčů vykonává roli bankéře tím, že rozdává karty.
Ve verzi Chemin de Fer ovšem bank drží vždy jeden z hráčů a hráči tak sázejí proti sobě. Role bankéře postupuje kolem stolu. Pokud hráč nechce roli bankéře, posune ji následujícímu hráči v pořadí.

## Hodnota karet
Karty od 2 do 9 mají svou nominální hodnotu. Desítky a obrázkové karty mají nulovou hodnotu a esa jsou za jeden bod. Na rozdíl od Blackjacku, u Baccaratu se nikdy nepřesáhne povolený součet. Pokud je součet hodnot karet větší než deset, desítkový řád se vynechává a výsledná hodnota je určena pouze poslední cifrou.
2+3=5
8+5=13=3
8+5+4=17=7
A+9=10=0
Počet bodů mezi nulou a pěti je označován jako Baccara. Součet osm a devět je označován jako „natural“ (přirozený), ve Francii je součet 8 nazýván „la petite“ (malý) a součet 9 „la grande“ (velký).
A+8=9 natural
Hru vyhrává strana, která je blíže hodnotě 9.

## Sázky
V baccaratu jsou pouze tři možnosti sázek. Na bankéře (banco), na hráče (punto) nebo na remízu. Účastnící si tedy vyberou jednu ze tří možností a vsadí. V případě výhry bankéře nebo hráče se vyplácí rovná sázka (vyplácí se vsazená hodnota). Při remíze se většinou vyplácí výhra v poměru 8:1 nebo 9:1. Vzhledem k vysoké hodnotě house edge je tato sázka nevýhodná.
Hodnoty minimálních sázek se podle typu hry liší, ale pořád se jedná o hru s velmi vysokými sázkami. V amerických kasinech se minimální hodnoty sázky pohybují kolem 20 dolarů, maximální sázky do 10 000 dolarů. Po domluvě hráčů s kasinem se však může hrát s neomezenými sázkami.

## Strategie
Na počátku to byla hra vysoce postavených, kterým spíše než o hazard šlo o společenskou akci. Samozřejmě, vysoké sázky měly u Baccaratu vždy své místo, činí ji totiž ještě zajímavější. S příchodem do společnosti dalších populárních kasinových her začaly vznikat teorie a strategie pro hru. V dnešní době jich existuje několik, např. 1-3-2-6 System Baccarat, Avant Dernier atd.

## Hra
Na začátku hry dealer zamíchá karty. Hraje se se 4 až 8 balíčky karet. Jeden z hráčů umístí karty do sáněk. Jakmile jsou ukončeny sázky, dealer rozdá každému dvě karty. Podle pravidel a situace se může táhnout třetí karta. Na základě kombinace dvou nebo tří karet se určí vítěz hry.
Baccarat je více společenskou zábavou, zvláště Chemin de Fer a Baccarat Banque. Jejich průběh je velmi pomalý a drží se striktních pravidel a herních rituálů.
V amerických kasinech je označován jako „big money game“. Během několika minut je možné vyhrát či prohrát i miliony dolarů.